# Johann III Bernoulli
Johann (sau Jean) III Bernoulli (n. 4 noiembrie 1744 - d. 13 iulie 1807) a fost un matematician elvețian. A aparținut familiei Bernoulli, fiind fiul lui Johann II Bernoulli.
La 19 ani a fost numit astronom la Observatorul din Berlin. De asemenea, a fost director al secției de matematică a Academiei din Berlin.
În 1769 s-a ocupat în mod special cu teoria probabilităților, apoi cu studierea și calcularea valorii numerelor π (pi) și e, despre care, în 1791, a publicat memorii în cadrul Academiei din Berlin.
Johann III Bernoulli a introdus notația {\displaystyle \xi (x).\!}
În 1774 a tradus în franceză Algebra lui Leonhard Euler.